# Novembre 1947

## Évènements
- 2 novembre : 
  - début du conflit entre l'Inde et le Pakistan au sujet du Cachemire. Première guerre indo-pakistanaise (fin en janvier 1949).
  - Premier et dernier vol de l'hydravion géant Hughes H-4 Hercules au-dessus du port de Los Angeles.

- 6 novembre : les derniers ministres bourgeois sont éliminés du gouvernement roumain. La militante communiste Ana Pauker remplace Tǎtǎrescu aux Affaires étrangères.

- 10 novembre - 9 décembre, France : début à Marseille d’un vaste mouvement de grèves insurrectionnelles qui va agiter le pays durant plusieurs mois et opposer violemment les manifestants aux forces de l’ordre que dirige le ministre de l’Intérieur Jules Moch.

- 13 novembre : le remplacement de Hugh Dalton par Stafford Cripps à la chancellerie de l’Echiquier annonce le retour à une politique plus orthodoxe de maîtrise des dépenses au Royaume-Uni. L’aile gauche travailliste, qui considère la politique gouvernementale trop à droite, constitue le « Keep Left Movement ».

- 15 novembre : offensive générale contre les communistes en Grèce. Un commandement gréco-américain est créé.

- 19 novembre, France : chute du deuxième gouvernement Ramadier, qui ne dispose plus que d’une faible majorité.

- 20 novembre : célébration à l'Abbaye de Westminster à Londres du mariage de la princesse Élisabeth du Royaume-Uni et du lieutenant Philip Mountbatten.

- 21 novembre : les partis d’opposition sont dissous en Hongrie.

- 24 novembre, France : début du premier gouvernement Schuman président du Conseil jusqu'au 19 juillet 1948. C'est un gouvernement de « Troisième Force » regroupant la SFIO (socialistes), le MRP (chrétiens-démocrates) et les radicaux.

- 25 novembre : établissement de la liste noire d'Hollywood.

- 25 novembre - 18 décembre : échec de la conférence « de la dernière chance » réunissant à Londres les quatre puissances occupant l’Allemagne et l’Autriche pour préparer des traités de paix.

- 29 novembre : le plan de partage de la Palestine établi par l’ONU, déjà accepté par l’Agence juive, les États-Unis et l’Union soviétique, est adopté par l’Assemblée générale des Nations unies (33 pour, 13 contre, 10 abstentions). Deux États sont créés ainsi qu'une enclave internationalisée à Jérusalem. Le projet est rejeté par les Palestiniens et les pays arabes. Les Arabes de Palestine décrètent une grève. Des quartiers juifs sont attaqués, entraînant des représailles de la part des sionistes radicaux. Les autorités britanniques refusent de maintenir l’ordre.

- 30 novembre : début de la Guerre civile de 1947-1948 en Palestine mandataire.

## Naissances
- 4 novembre : Andrew Wylie, agent littéraire et éditeur américain.
- 5 novembre : Robert Zimmer, mathématicien américain († 23 mai 2023).
- 8 novembre :
  - Kinga Göncz, femme politique hongroise, ministre des affaires étrangères de Hongrie.
  - M. Rhea Seddon, astronaute américaine.
- 12 novembre : 
  - Buck Dharma, chanteur et guitariste américain du groupe Blue Öyster Cult.
  - Patrice Leconte, réalisateur français.
- 13 novembre : Martine Chardon, journaliste et animatrice de la télévision française († 24 novembre 2003).
- 15 novembre : Beatriz Merino, femme politique, ancien premier ministre du Pérou.
- 17 novembre : Inky Mark, homme politique fédéral.
- 22 novembre : Jacques Saada, homme politique fédéral provenant du Québec.
- 23 novembre : Jean-Pierre Foucault, animateur et présentateur français.
- 24 novembre : Dwight Schultz, acteur américain.
- 27 novembre : Ismaïl Omar Guelleh, président de Djibouti.
- 28 novembre : Michel Berger, compositeur et chanteur français († 2 août 1992, 44 ans).

## Décès
- 14 novembre : Walter Edward Foster, premier ministre du Nouveau-Brunswick.
- 26 novembre : W. E. N. Sinclair, chef du Parti libéral de l'Ontario.
- 28 novembre : Philippe Leclerc de Hauteclocque, soldat français, maréchal de France. (° 1902, 45 ans).
- 30 novembre : Ernst Lubitsch, réalisateur américain d'origine allemande (° 1892, 55 ans).